# Nuno Delgado
Nuno Miguel Delgado (Santarém, 27 de agosto de 1976) es un deportista portugués que compitió en judo.
Participó en los Juegos Olímpicos de Sídney 2000, obteniendo una medalla de bronce en la categoría de –81 kg. Ganó dos medallas en el Campeonato Europeo de Judo, oro en 1999 y plata en 2003.

## Palmarés internacional
| Juegos Olímpicos   | Juegos Olímpicos        | Juegos Olímpicos  | Juegos Olímpicos |
| Año                | Lugar                   | Medalla           | Categoría        |
| ------------------ | ----------------------- | ----------------- | ---------------- |
| 2000               | Sídney (Australia)      | Medalla de bronce | –81 kg           |
| Campeonato Europeo |                         |                   |                  |
| Año                | Lugar                   | Medalla           | Categoría        |
| 1999               | Bratislava (Eslovaquia) | Medalla de oro    | –81 kg           |
| 2003               | Düsseldorf (Alemania)   | Medalla de plata  | –81 kg           |